# 3e Wit-Russische Front
Het 3e Wit-Russische Front (Russisch: 3-й Белорусский фронт) was een legergroep (front) van het Rode Leger tijdens de Tweede Wereldoorlog. Oorspronkelijk bestond het 3e Wit-Russische Front uit vier infanterielegers en één tankleger, maar dit aantal groeide naarmate de oorlog vorderde. Voor de aanval op Oost-Pruisen omvatte het front zes infanterielegers, waaronder twee gardelegers.
In tegenstelling tot westerse legergroepen vormden bij de Sovjets ook de luchtstrijdkrachten een onderdeel van een front.

## Ontstaan
Als voorbereiding op Operatie Bagration werd het grote Westfront gesplitst in het kleinere 2e Wit-Russische Front en het 3e Wit-Russische Front. Van deze twee nieuwe fronten kreeg het 3e Wit-Russische Front de meeste troepen en tanks. Het nieuwe doel was om Wit-Rusland te bevrijden. Generaal Ivan Tsjernjachovksi werd de nieuwe bevelhebber. De 38-jarige generaal van joodse afkomst was de jongste commandant van een front in het Rode Leger.

## Operatie Bagration
Samen met het 1e Baltische Front vormde het 3e Wit-Russische Front de rechtervleugel van de tangbeweging waarmee tijdens Operatie Bagration de Duitse Heeresgruppe Mitte werd vernietigd. Tijdens de eerste dagen van het offensief werd een gat in de verdediging van het 3e Pantserleger geslagen. Op 26 juni 1944 werd Orsja veroverd, een dag later viel Vitebsk en op 4 juli 1944 werd het 4e leger bij Minsk omsingeld. Terwijl het 2e Wit-Russische Front de omsingelde Duitse troepen vernietigde, zette het 3e Wit-Russische Front zijn succesvolle opmars verder naar het westen. De Duitse Heeresgruppe Mitte was volledig vernietigd. Op 28 juni 1944 stak de voorhoede van het front de Berezina over. Begin juli 1944 viel Vilnius na hevige gevechten in handen van het 3e Wit-Russische Front en een maand later werd ook Kaunas bevrijd. De opmars van het Rode Leger begon echter te vertragen, want de meeste eenheden waren onafgebroken sinds 22 juni 1944 in de aanval geweest. De soldaten waren uitgeput en de meeste eenheden waren nog slechts op halve sterkte. Tanks hadden onderhoud nodig, de munitievoorraden waren laag en er was een gebrek aan transportmiddelen om de voorraden bij de frontlijn te krijgen. Generaal Ivan Tsjernjachovksi probeerde zijn eenheden opnieuw te bevoorraden, maar in plaats van hem te bevoorraden beval Stavka hem om de aanval op de Baltische staten te ondersteunen.
Gesteund door eenheden van het 3e Wit-Russische Front bereikte het 1ste Baltische Front op 10 oktober 1944 even ten noorden van Memel de Oostzee. Na het succesvolle Memeloffensief beval Stavka generaal Tsjernjachovksi de Duitse verdediging in Oost-Pruisen te doorbreken en Koningsbergen te veroveren. De aanval werd uitgevoerd in het gebied tussen de Neman en Narew. Ondanks de inzet van vijf legers mislukte het Gołdap-Gumbinnen-offensief. Op 27 oktober 1944 beëindigde generaal Tsjernjachovksi de aanval. Ongeveer 70 000 soldaten van het 3e Wit-Russische Front waren gedood, gewond of vermist bij deze mislukte poging.

## Campagnes in 1945
Na de eerste mislukte poging om Oost-Pruisen te veroveren begon het 3e Wit-Russische Front zich voor te bereiden op een nieuwe aanval. Gedurende de laatste maanden van 1944 kregen de troepen rust, werden de voorraden opnieuw aangevuld en nieuwe eenheden werden getraind.
Op 13 januari 1945 ging de tweede aanval op Oost-Pruisen van start. Het 3e Wit-Russische Front viel aan in het gebied tussen Lötzen en Tilsit. Het Sovjetleger ondervond zware tegenstand van het Duitse 3e Pantserleger, dat het gebied verdedigde. Ten koste van zware verliezen kon het Rode Leger op 18 januari 1945 de Duitse verdediging doorbreken. Op 24 januari 1945 omsingelde het 3e Wit-Russische Front de hoofdstad van Oost-Pruisen. Het beleg van Koningsbergen zou nog tot 9 april 1945 duren.

## Dood van generaal Tsjernjachovksi

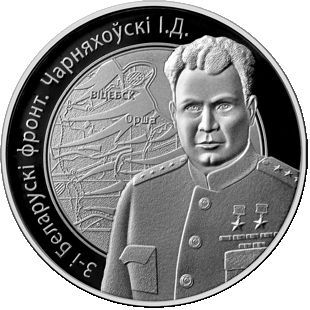
Herdenkingsmunt met de afbeelding van generaal Tsjernjachovksi

Op 17 februari 1945 bezocht generaal Tsjernjachovksi een vooruitgeschoven commandopost nabij Koningsbergen. Een granaat ontplofte achter zijn wagen. Een splinter boorde zich door de zetel en trof de generaal in zijn rug. Hij overleed ter plaatse.
Het 3e Wit-Russische Front kreeg het bevel om de omsingelde Duitse troepen in Oost-Pruisen te vernietigen. In maart 1945 werd het omsingelde Duitse 4e leger in de Heiligenbeil pocket vernietigd. Daarna begon de aanval op Koningsbergen, dat op 9 april 1945 in handen van de Sovjets viel en ten slotte werd op 25 april 1945 het havenstadje Pillau, de laatste enclave aan de Baltische kust, veroverd.

## Na de oorlog
Op 9 juli 1945 werd het 3e Wit-Russische Front omgevormd tot het militaire district Wit-Rusland.

## Commandanten
| Commandanten                  | Begindatum    | Einddatum     |
| ----------------------------- | ------------- | ------------- |
| Generaal Ivan Tsjernjachovksi | april 1944    | februari 1945 |
| Maarschalk A. Vasilevski      | februari 1945 | april 1945    |
| Generaal Ivan Bagramjan       | april 1945    | juli 1945     |

## Sterkte en verliezen
| Datum                 | Operatie               | Sterkte | Verliezen |
| --------------------- | ---------------------- | ------- | --------- |
| Jun. 1944 - Aug. 1944 | Operatie Bagration     | 579.300 | 200.282   |
| Okt. 1944             | Goldap-Gumbinnen       | 377.300 | 79.527    |
| Jan. 1945 - Apr. 1945 | Oost-Pruisen offensief | 708.600 | 412.763   |